# おふくろさん騒動
おふくろさん騒動（おふくろさんそうどう）は、川内康範が作詞し、森進一が歌唱した楽曲「おふくろさん」に、森が川内に無断で前奏パートを付けて歌唱したとして、2007年に発生した騒動である。

## 概要
2006年12月31日放送のNHK『第57回NHK紅白歌合戦』で、森進一は『おふくろさん』を歌唱したが、その際にオリジナルにはないパートが無許可で足されているとして、作詞をした川内が2007年2月に著作権の侵害を訴え、「もう森には歌ってもらいたくない」と反発した騒動である。森は同曲を封印することを宣言した。
森は1977年3月の大阪公演で、付け加えられたバース付の同曲を初披露し、同年発売のライブ版のLPアルバムにも、バース付の同曲が収録された。また『NHK紅白歌合戦』では、1994年の『第45回NHK紅白歌合戦』、2005年の『第56回NHK紅白歌合戦』においても、バース付の同曲を披露していた。
2007年2月20日放送の『NHK歌謡コンサート』で、森は川内作詞の「花と蝶」を披露する予定だったが、川内に配慮し曲目を「女のためいき」に変更した。

### 付け加えられた部分
『おふくろさん』のイントロ前に「いつも心配かけてばかり　いけない息子の僕でした」で始まるバースが入った。
問題発生の30年ほど前、森のコンサートを全て仕切っていた作詞家の保富康午が補詞を付けることを提案したことから、当時森が所属していた渡辺プロダクションの賛成の下に、原作曲者の猪俣公章が曲をつけたものであった。だが、これは作詞者の川内には伝えられておらず、川内が改変を知ったのは問題発生の10年ほど前だという。

### 森の謝罪行脚
森と川内は、古くからの付き合いであり、長きに渡り良好な間柄だったが、『おふくろさん騒動』が起きてからは関係が悪化した。
川内の激怒に森は笑みを浮かべながら、最初「歌いだしの部分（の追加について）は、事務所（当時所属していた渡辺プロ）がやってくれていると思っていた」と弁解していた。実際、冒頭の歌詞改変部分は、保富作詞、猪俣作曲であり、さらに渡辺プロの全面的な賛成の元に実施されたものであり、「あの歌は“森進一のおふくろさん”」、「（自分が主導していたのではなく当時の所属事務所が主導していたのに自分が）謝る理由がわからない」と発言し、川内の主張に異を唱えた。
これを受けて、さらに川内は「人間失格だ」「絶対に許さん」と取材陣に主張し、これを受けて森は、川内に直接謝罪するために青森県八戸市にある川内の自宅に出向くが、当時川内は東京にいたため会えずじまいであった。森は川内邸にとらやの羊羹と手紙を置いたが、川内は「三文芝居」と大憤慨し、品物を森の事務所に送り返した。川内は「もう森とは、生涯二度と会わない」と宣言し、余計にこじれる結果となってしまった。川内が「三文芝居」と憤慨したのは、森がマスコミに対しては川内宅に謝罪に訪れることを事前に通知し、取材陣を引き連れて訪問したことが原因である。
川内は、森が渡辺プロから独立し、全民放のメディア出演ができなくなった際に「せめて紅白だけでも」とNHKに出演できるように取りはからうなど、森と渡辺プロの手打ちにも奔走した過去があり、また川内も唐突に森を非難したわけではなく、既に10年前に改変は自分の意思に反することを森に伝えており、森自身が川内に対し、歌詞改変をやめることを承諾していたと川内は主張している。
川内はその後、森の謝罪を退けた件を問いただす記者に、それまで機嫌よく回答していた態度を急変させ、「三文芝居の片棒を担ぐお前らの質問には答えない」などとあからさまに不快感を示し、電話取材を勝手に打ち切ってしまうなどの行為も見られた。また川内は月光仮面のテーマとして「憎むな、殺すな、赦しましょう」としていたが、この一件以降に小説版の再版が行われた際は「憎むな、殺すな、真贋（まこと）糺（ただ）すべし」と改めている。当時日本作曲家協会会長だった作曲家の遠藤実は、「川内兄貴は温かい人。その先生を怒らせたのは、出発点をこじらせた」と森を非難した。
結局川内と森は和解しないまま、2008年4月6日午前4時50分ごろに川内は死去した。

### 歌唱禁止
2007年3月8日になって日本音楽著作権協会（JASRAC）は、「改変版の歌唱・利用許諾はできない」との見解を出し、森は改変された「おふくろさん」を歌うことは事実上できなくなった。
なおJASRACの判断は改変版の歌唱禁止であり、改変前の歌詞を禁止するものではない。しかし川内を憤慨させた経緯から森は改変前の歌詞であっても、道義的な問題から事実上歌うことができない状況に追いやられた。

### 解禁へ
2008年11月6日、森は川内の長男で弁護士の飯沼春樹と共に記者会見を行い、「今後は川内康範のオリジナル作品のみ歌唱すること」を条件として、同曲を含めた川内が作詞した全33曲を森進一が歌唱することを、川内の遺族側が承諾したことを発表した。川内の後妻などから委任状を取っていた飯沼は、記者会見の席で「（既に当事者の一方が逝去しているため）和解ではない。これは川内が付けた封印を私が解いただけ」と説明した。
同年12月31日の『第59回NHK紅白歌合戦』において、解禁後初の同曲が原曲のまま披露された。その後、2009年1月13日に放送された『NHK歌謡コンサート』でも、同曲が披露されている。
2009年7月3日に行われた「川内康範を偲ぶ会」に森が出席し、川内に対する感謝の念を述べた。また、参列者の1人であり、川内とは国民新党の党歌の作詞がきっかけで接点を持った亀井静香は、「前回の参院選付近にお会いしてCDを作って頂いた際、『森さんの件、お許しになったら?』と聞いたら、『そうだな』と（答えているように）私には思えたね」と述べた事も話題になった。
川内の長男・飯沼は、この騒動と和解に関して、以下のように述べている。